# Leo Grozavu
Leontin Florian „Leo” Grozavu (n. 19 august 1967, Ilișești, România) este un fotbalist român retras din activitate, care a jucat pe post de fundaș la echipe ca Dinamo, Maramureș Baia Mare și Ceahlăul. Pe plan internațional, are prezențe la națională pentru România. După încheierea carierei, a devenit antrenor, și antrenează în prezent pe FC Botoșani.

## Carieră la club
A jucat pentru Relonul Săvinești (1986–1987), FC Minerul Baia Mare (1988–1992), Dinamo București (1992–1998), Ceahlăul Piatra-Neamț (1998–2000) și (2002–2003) toate din România și de asemenea 1. FC Saarbrücken în Germania între 2000 și 2002. Grozavu a fost selecționat de două ori la naționala de fotbal a României în 1994.

## Cariera de antrenor
După ce s-a retras, Grozavu a devenit antrenor și a fost responsabil de Armătura Zalău (2003-2005), U Cluj (2005-2006), FC Baia Mare (2007), FC Botoșani (2007-2008) și FC Vaslui (2009) manager pentru Viorel Moldovan. De asemenea, a lucrat pentru Academia de Fotbal a lui Gheorghe Hagi împreună cu Doru Carali.
În 2018 a preluat echipa Petrolul Ploiești, în Liga a II-a, cu obiectivul de a obține promovarea. După 12 etape cu rezultate nesatisfăcătoare, în urma cărora echipa era pe locul 5, și unii jucători importanți fuseseră excluși din lot, Grozavu a fost demis.
În 2019 a preluat echipa Sepsi OSK, cu obiectivul de a obține calificarea în play-off în sezonul 2019-2020. Sepsi a acces pentru prima dată în play-off-ul campionatului în sezonul 2018-19. În vara anului 2020, s-au calificat pentru prima dată în finala Cupei României, pe care au pierdut-o cu 0-1 împotriva formației FCSB pe stadionul Ilie Oană din Ploiești. În sezonul 2020-2021, se califică pentru a doua oară în play-off, iar în urma acestei performanțe, a reușit locul 4 în Liga 1, calificându-se în UEFA Conference League, prin faptul că locul 3, CS Universitatea Craiova, a câștigat Cupa României. La debutul în cupele europene, Sepsi a fost eliminată de Spartak Trnava din Slovacia după două remize și un eșec cu 4-3 la lovituri de departajare. După zece etape trecute din sezonul 2021-22 al Ligii I, perioadă în care Sepsi a adunat doar nouă puncte, Grozavu a fost demis din funcția de antrenor. Din data de 14 octombrie 2022 și până în aprilie 2024,Leo Grozavu a antrenat echipa Politehnica Iași, fiind demis din cauza rezultatelor nefavorabile.